# Mahua Dabra Haripura
Mahua Dabra Haripura là một thị xã của quận Udham Singh Nagar thuộc bang Uttaranchal, Ấn Độ.

## Nhân khẩu
Theo điều tra dân số năm 2001 của Ấn Độ, Mahua Dabra Haripura có dân số 6110 người. Phái nam chiếm 52% tổng số dân và phái nữ chiếm 48%. Mahua Dabra Haripura có tỷ lệ 59% biết đọc biết viết, thấp hơn tỷ lệ trung bình toàn quốc là 59,5%: tỷ lệ cho phái nam là 68%, và tỷ lệ cho phái nữ là 49%. Tại Mahua Dabra Haripura, 18% dân số nhỏ hơn 6 tuổi.